# Geografia da Macedónia do Norte

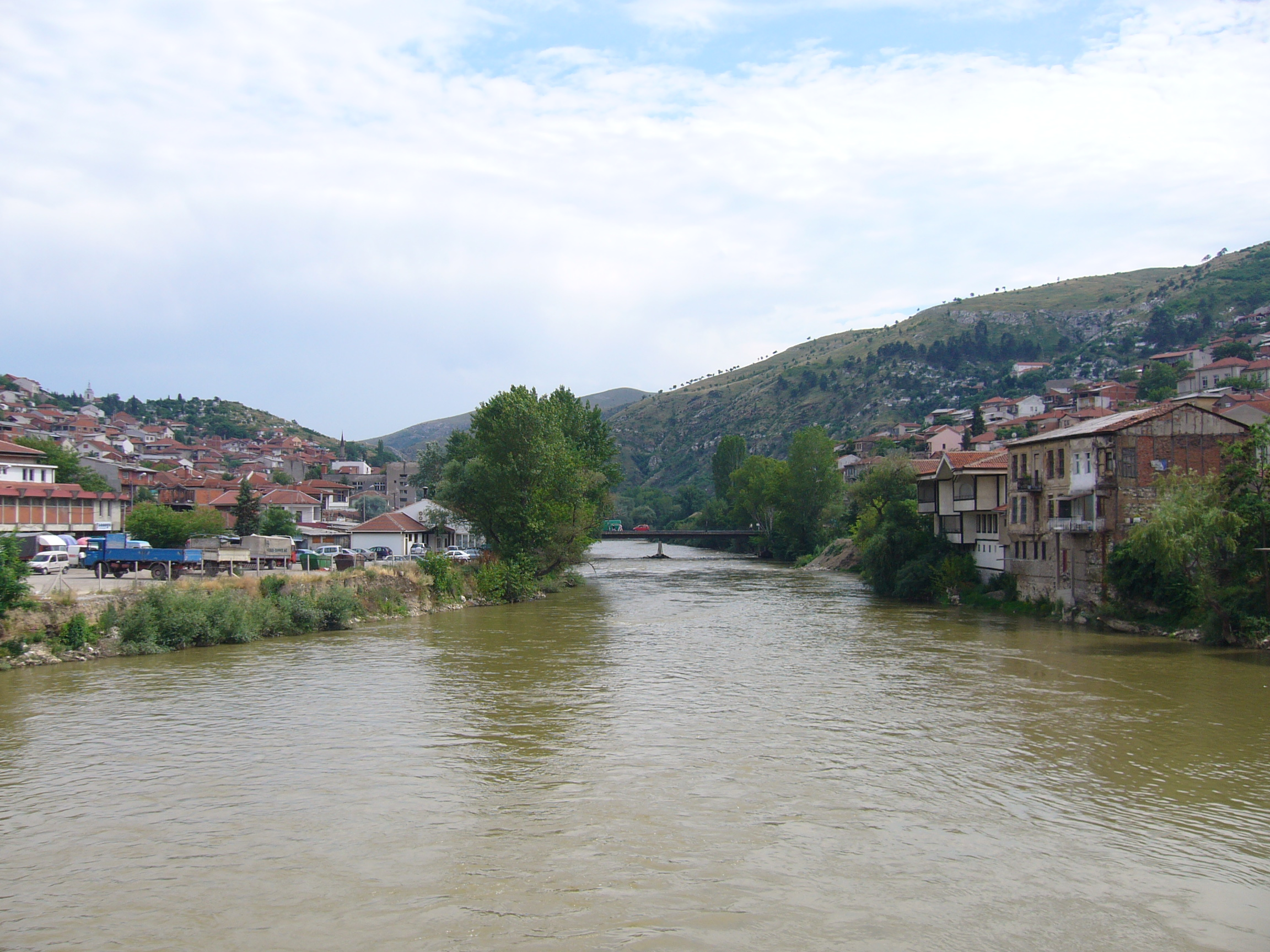
Vardar em Veles.

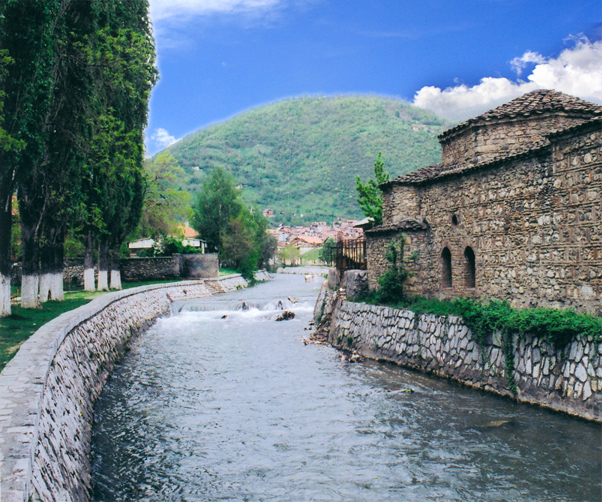
A bacia do rio Pena em Tetovo.

A Macedônia do Norte (português brasileiro) ou Macedónia do Norte (português europeu) (nome local, Republika Makedonija) é um estado dos Balcãs. Era a antiga Peônia. Limita com Sérvia ao norte, Albânia a oeste, Bulgária a este e Grécia a sul.

## Geografia física

### Relevo

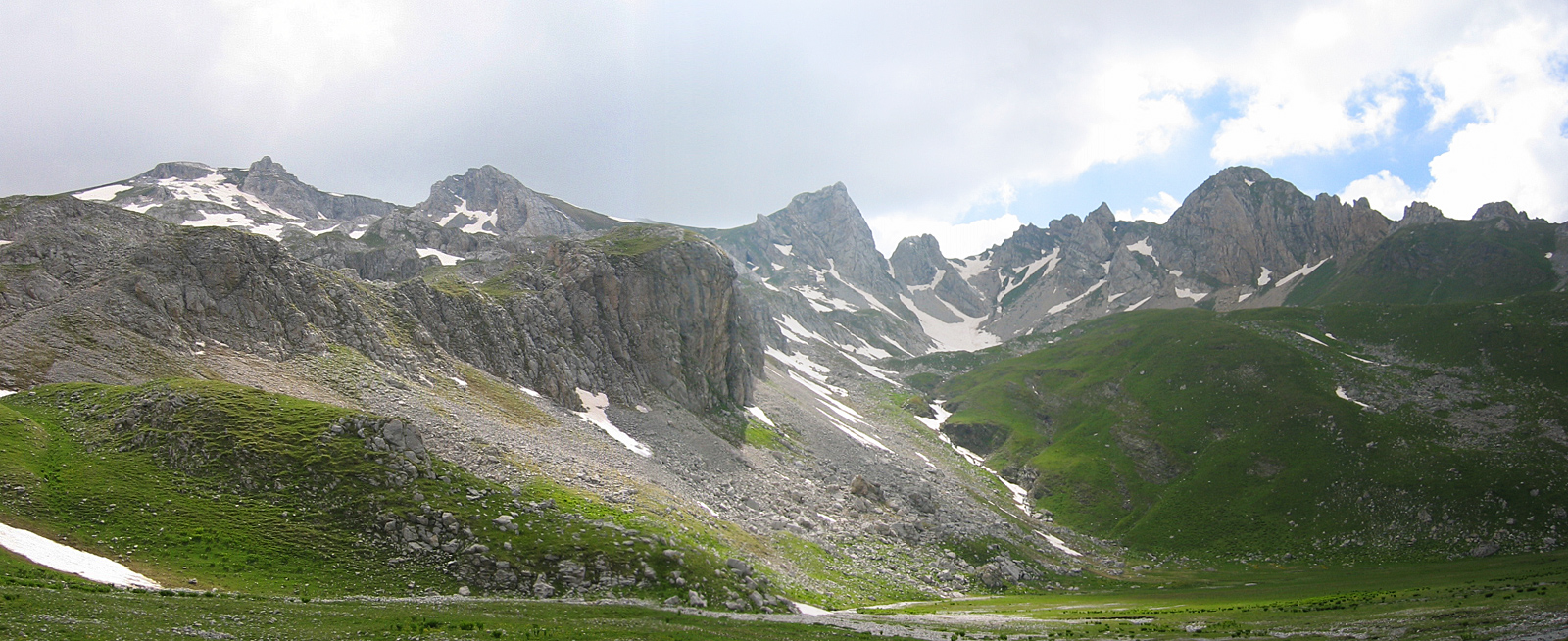
Monte Korab.

Seu terreno é em sua maioria montanhoso e elevado, situado entre os montes Šar (Šar planina) e o monte Osogovo (Osogovska planina), ao redor do vale do rio Vardar. Além das montanhas citadas cabe assinalar os maciços de Korab, Baba, Ródope e Jakupica. Na Macedônia do Norte, encontram-se algumas das montanhas mais altas dos Bálcãs: Korab 1.764 m, Pelister, 2.600 m e Solunska 2.540 m. As planícies encontram-se em torno dos rios. Entre as montanhas há fundas bacias e vales.

### Rios e lagos

#### Rios
Na Macedônia do Norte há mil e cem grandes fontes de água. O regime hidrológico montanhoso dos rios de Macedonia faz que estejam sujeitos às inundações. Os rios fluem a três diferentes bacias: o mar Egeu, o Adriático e a bacia do mar Negro. A bacia do mar Egeu é a maior. Compreende 87% do território do país, que tem 22.075 quilómetros quadrados. A maior parte dos cursos de água, como o Treska, brotam as montanhas por depressões profundas e se unem ao Vardar na bacia de Escópia.
O rio Vardar divide o país. É o maior rio da bacia egeia, e drena o 80% do território de 20.459 km2. Por isso à região se lhe chama "Macedônia do Vardar" pelo rio, para a distinguir da "Macedônia do Egeu" (em Grécia) e "Macedônia do Pirin" (em Bulgária). O Vardar é também um rio importante da Grécia. Tem 388 km de curso, dos quais 301 estão na Macedônia do Norte. Seu vale tem um papel importante na economia e o sistema de comunicações do país. O projecto chamado "O Vale Vardar" considera-se crucial para o desenvolvimento estratégico do país. O rio surge em Vrutok, ao nordeste do país, uns poucos quilómetros ao norte de Gostivar na Macedônia do Norte. Passa através dos montes Šar depois atravessa o país ao longo de um eixo nor-este sul-oeste e após passar Gostivar, Escópia e para Veles, cruza a fronteira grega para perto de Gevgelija, Polykastro e Axioupoli, dantes de desaguar no mar Egeu na Macedónia Central ao oeste de Tesalónica na Grécia setentrional. O vale compreende terras férteis nas prefeituras de Polog Tesalónica e Gevgelija e outras partes. O rio está rodeado por montanhas por todos lados. As autopistas Interestatal 1 de Grécia e M1 e E75 percorrem o vale ao longo de toda a longitude do rio até quase Escópia. O rio está representado no brasão de Escópia, que a sua vez está incorporada na bandeira da cidade.
Outro rio destacado é o Drin Negro, que forma a bacia adriática, que compreende uma área de ao redor de 3.320 km2, isto é, 13% do território. É o segundo rio em tamanho. Sai do lago Ohrid depois discurre para o norte. Desemboca no Adriático na fronteira entre Albânia e Montenegro.
Outros rios importantes: o Bregalnica e o Strumica. A bacia do mar Negro é a menor com só 37 km2. Compreende o lado setentrional do monte Skopska Crna Gora. Aqui está a fonte do rio Binachka Morava que, se unindo ao Morava, e mais tarde, o Danúbio que flui ao mar Negro.

#### Lagos

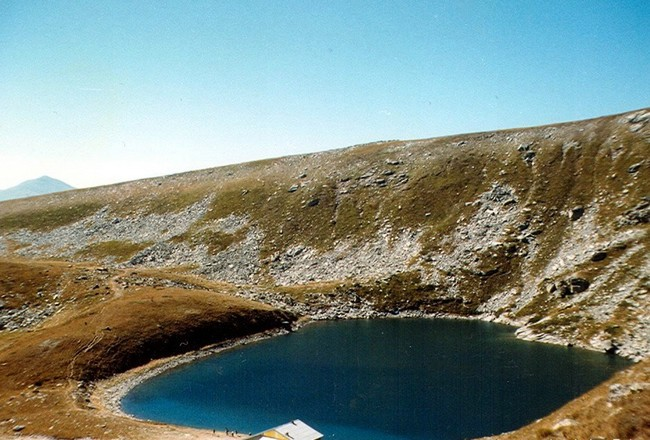
O Golemo Erezo, lago glaciar situado a 2.218 metros de altitude, nos montes Pelister.

Ainda que a Macedônia do Norte é um estado sem saída ao mar, tem numerosos lagos e lagoas. Os lagos de origem geológica são os maiores e encontram-se todos no sul do país. O lago Ohrid, o Prespa e o Doiran (Dojran) são os três lagos naturais do país e encontram-se nas fronteiras da República, com Albânia e Grécia. Os lagos glaciares são muito pequenos e costumam ter forma redonda. Encontram-se os cumes entre os 1.500 e os 2.300 metros de altitude. Construídos durante o regime socialista yugoslavo, as presas hidroeléctricas formam numerosos lagos artificiais. Chegam a ser uns 50 e alguns se utilizam também para a irrigação.
Lago Ohrid

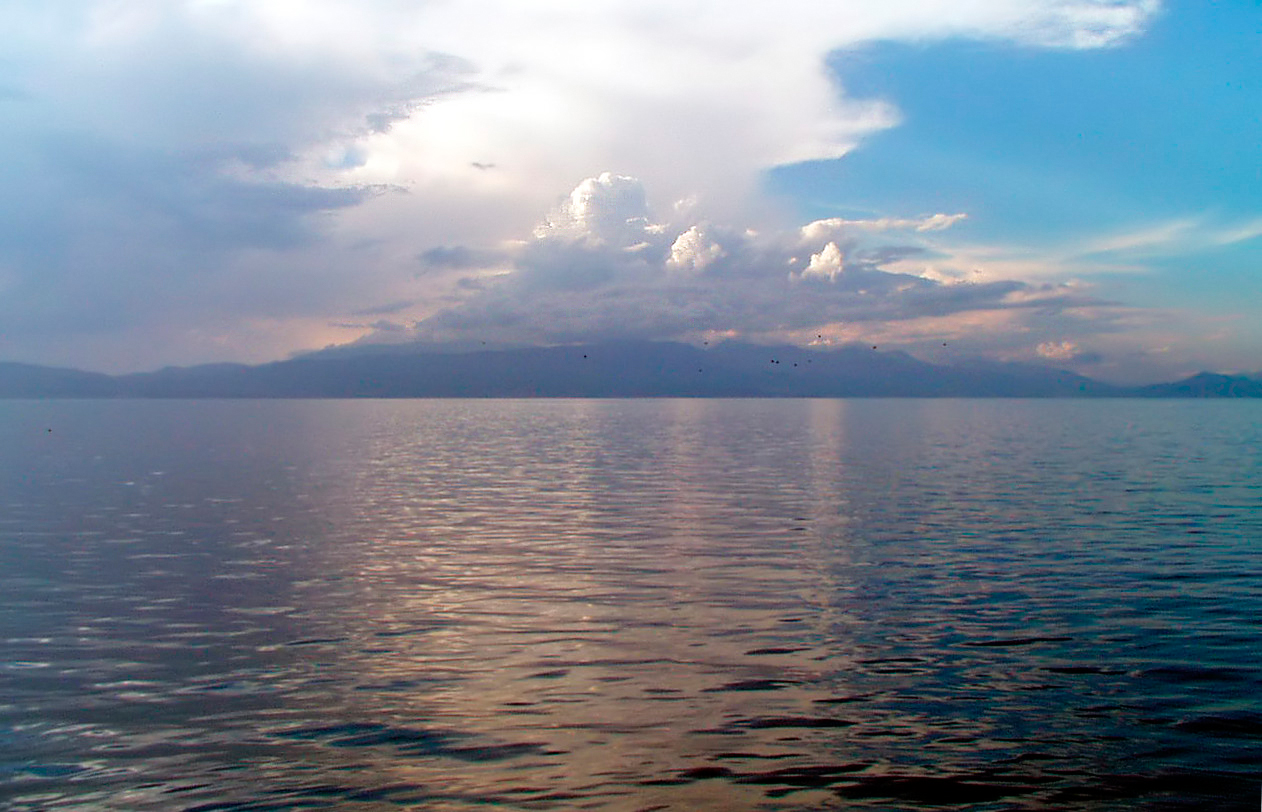
Vista do lago Ohrid.

O lago Ohrid (em macedônio, Охридско Езеро, Ohridsko Ezero) está na fronteira montanhosa entre o sudoeste da Macedônia do Norte e Albânia oriental. O lago Ohrid é o lago mais profundo dos Balcãs, com uma profundidade máxima de 288 m e uma profundidade média de 155 m. Compreende uma superfície de 358 km², contendo aproximadamente 55,4 km³ de água. Tem 30,4 km de comprimeto por 14,8 km de largura máxima, com uma linha de costa de 87,53 km, compartilhada entre a Macedônia do Norte (56,02 km) e Albânia (31,51 km). O lago drena uma zona de ao redor de 2600 km² e está irrigado principalmente por mananciais subterrâneos na costa oriental (ao redor de 50% da entrada total), com aproximadamente 25% de rios e precipitação directa. Mais de 20% do água do lago vem do próximo lago Prespa, ao redor de 10 km ao sudeste e a 150 m mais alto que o lago Ohrid.

Mapa topográfico dos lagos Ohrid e Prespa

Enquanto o lago Ohrid é especial como tal, de longe sua qualidade mais espectacular é seus impressionantes endemismos. Como no lago Baikal ou o lago Tanganika, lago Ohrid conserva espécies endémicas abarcando toda a corrente alimentar, desde fitoplancton e sessile algae (20 espécies; por exemplo Cyclotella fottii), sobre espécies de plantas (2 espécies como Chara ohridana), zooplancton (5 espécies; p.e., Cyclops ochridanus), peixes ciprínidos (8 espécies; p.e., Pachychilon pictus), até peixes predadores (2 espécies de truchas; trucha de Ohrid, Salmo letnica e "Belvica" Acantholingua ohridana) e finalmente sua diversa fauna de profundidade endémica (176 espécies; p.e. Ochridagammarus solidus), com endemismos particularmente grandes entre crustáceos, moluscos, esponjas e Planariidae.
Há três cidades nas orlas do lago: Ohrid e Struga no lado macedônio; Pogradec na Albânia. Há também vários povos pesqueiros, ainda que o turismo é hoje uma parte mais significativa de seus rendimentos. A bacia do lago tem uma população de cerca de 170.000 pessoas, com 131.000 que vivem directamente na orla do lago (43.000 na Albânia e 88.000 na Macedônia do Norte).
Lago Prespa

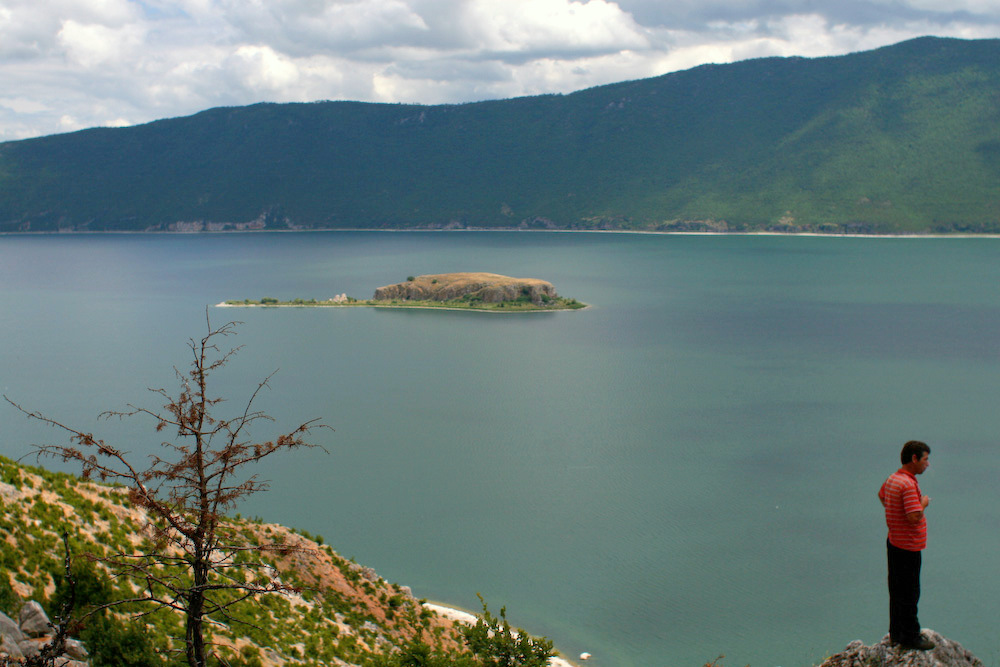
Vista desde a única ilha macedónia, Golem Grad do lago Prespa.

O Grande lago Prespa (macedônio: Преспанско Езеро, Prespansko Ezero) divide-se entre Albânia, Grécia e a Macedônia do Norte. O Pequeno Lago Prespa compartilha-se só por Grécia e Albânia. A ilha maior no Grande Lago Prespa, no lado da Macedônia do Norte, chama-se Golem Grad ("Cidade Grande"), e a ilha da Serpente (Zmiski Ostrov). A outra ilha Mau Grad ("Cidade Pequena", na Albânia) é o lugar de um mosteiro arruinado do século XIV dedicado a São Pedro. Hoje, ambas ilhas se encontram desabitadas.
Como o Grande Lago Prespa fica ao redor de 150 m acima do lago Ohrid, que fica só ao redor de 10 km ao oeste, suas águas correm por canais subterrâneos no carste e emergem de mananciais que irrigam correntes que correm ao lago Ohrid.

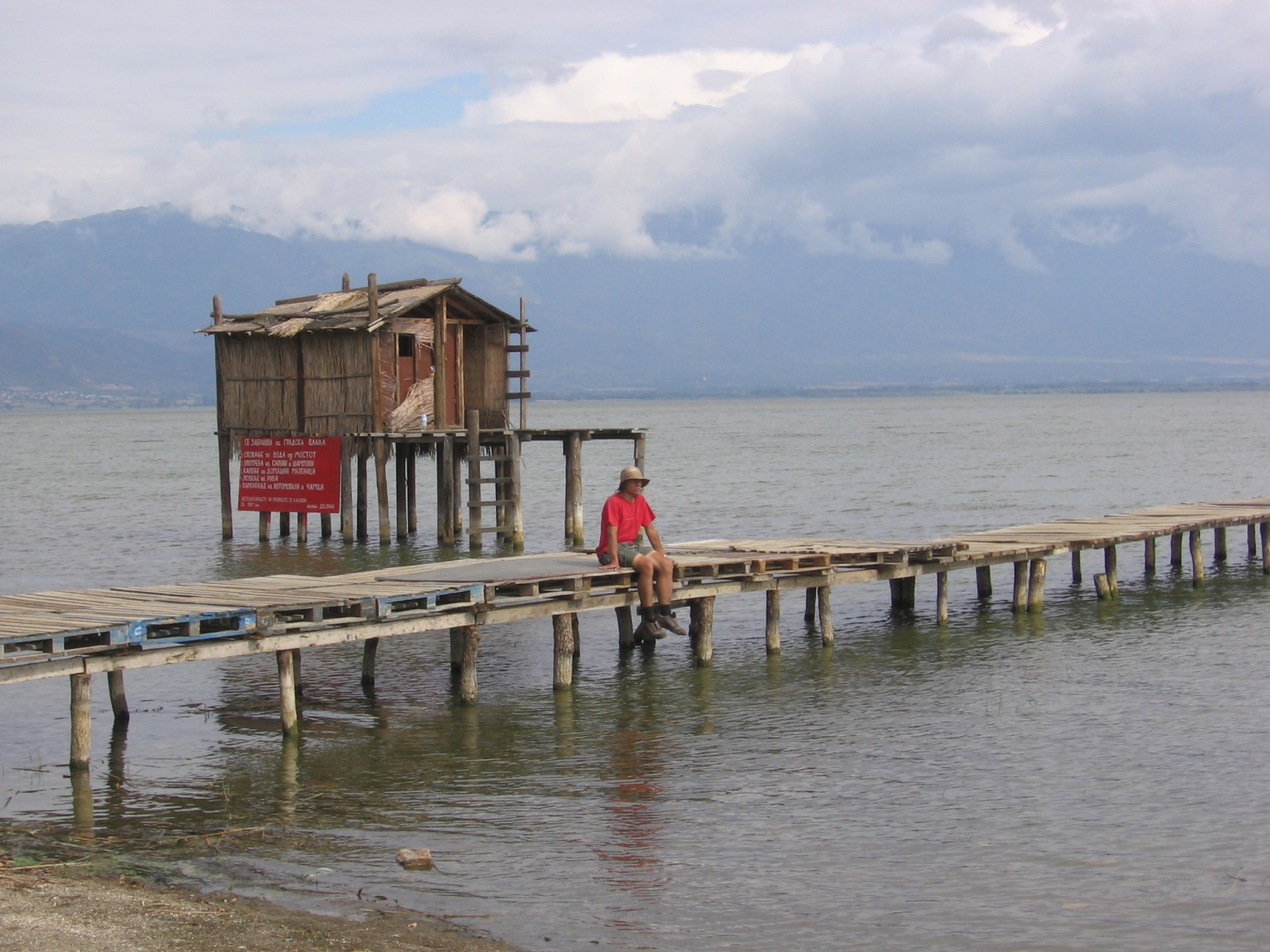
Lago Doiran
O lago Doiran (em macedonio: Доjранско Езеро, Dojransko Ezero) é um lago com uma superfície de 43,1 km² compartilhado entre a Macedônia do Norte (27,3 km²) e Macedônia Ocidental dentro da Macedônia do Norte Grega, Grécia (15,8 km²). Ao oeste está a cidade de Dojran, ao este o povo de Mouries, ao norte a montanha Belasica e ao sul a cidade grega de Doirani. O lago tem uma forma arrendondada, uma profundidade máxima de 10 m e uma longitude norte-sul de 8,9 km e tem em seu ponto mais largo 7,1 km, fazendo dele o terceiro lago maior parcialmente na Macedônia do Norte após o lago Ohrid e o Prespa.

#### Balneários
A palavra macedônica para balneário é бања, transliterado como "banja". No país há nove cidades balneárias: Banište, Banja Bansko, Istibanja, Katlanovo, Kežovica, Kosovrasti, Banja Kočani, Kumanovski Banji e Negorci.

### Clima

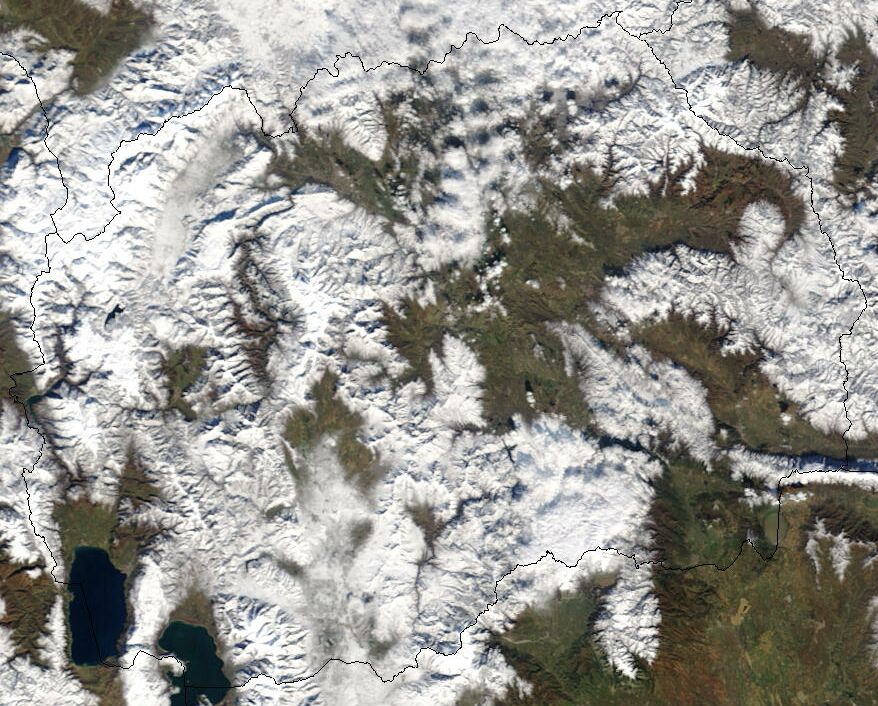
Vista por satélite da Macedônia do Norte em dezembro de 2002; o país encontra-se em sua maior parte coberto de neve.

Em geral, a Macedônia do Norte tem clima continental, com outonos e verões secos e temperados, e invernos relativamente frios com intensas nevadas. Tem um clima muito especial, o que se explica por sua localização e topografía. O clima nas planícies é muito diferente - clima mediterráneo combinado com a influência do mar Negro. A fronteira meridional está, igualmente, a só uns 96 quilómetros do mar Egeu. O país também tem características continentais, que se vêem acentuadas pelas montanhas no sul, impedindo que o ar quente que procede do sul avance para o norte. Em mudança, os montes Šar inibem os frios ventos do norte. Em conjunto, as partes setentrional e ocidental do país são relativamente próximas ao clima continental e o sul e o este ao mediterráneo.
As estações são muito marcadas e a primavera é às vezes muito breve. Os verões são subtropicais de maneira que não é infrequente atingir os 40 °C nesta estação, especialmente nas planícies e no vale do rio Vardar. Os invernos caracterizam-se por sua frialdade, a chuva e a neve que cai muito com frequência. A temperatura média anual do ar é de 11,5 °C, mas as planícies estão a experimentar uma temperatura mais alta, 15 °C. O mês mais cálido é julho, que tem uma média de 22,2 °C e o mais frio janeiro, com uma temperatura de 0,3 °C. As temperaturas máxima e mínima registadas na Macedônia do Norte até agora são 44,5 °C e -31,5 °C.

A chuva é muito abundante nas partes oeste e este do país, mas a temperatura decrece significativamente na região do Vardar. Esta região está a experimentar invernos mais quentes através do vardarec, vento que sobe do rio desde sua desembocadura e traz ar quente. Escópia, uma cidade que fica no baixo, tem uma média de 64 dias chuvosos por ano, no mês de outubro é o mais chuvoso, com 28 mm. A pluviosidade é mais abundante em primavera e no outono.
| Lugar      | Região                  | Latitud | Longitude | Altitude (m) | Pluviosidade (mm) | Temperatura (°C) |
| ---------- | ----------------------- | ------- | --------- | ------------ | ----------------- | ---------------- |
| Escópia    | Norte do vale do Vardar | 42° 00’ | 21° 26’   | 245          | 940               | 13,5             |
| Kočani     | Macedônia oriental      | 41° 50’ | 22° 00’   | 400          | 538               | 12,9             |
| Lago Ohrid | Macedônia sul ocidental | 41° 03’ | 20° 42’   | 693          | 759               | 11,4             |

| Mês                     | Jan | Fev | Mar | Abr | Maio | Jun | Jul | Ago | Set | Out | Nov | Dez |
| ----------------------- | --- | --- | --- | --- | ---- | --- | --- | --- | --- | --- | --- | --- |
| Temperatura máxima (°C) | 5   | 10  | 13  | 18  | 23   | 28  | 31  | 30  | 26  | 20  | 10  | 7   |
| Temperatura mínima (°C) | -5  | 2   | 5   | 7   | 12   | 16  | 18  | 18  | 15  | 11  | 6   | -2  |
| Chuva (média em mm)     | 100 | 103 | 113 | 175 | 201  | 123 | 132 | 102 | 109 | 127 | 124 | 141 |

### Meio ambiente
Destaca em seu património natural o "Património natural e cultural da região de Ohrid", bem misto declarado património da Humanidade pela Unesco no ano 1979, ampliado em 1980. Tem três parques nacionais: Galichica, Mavrovo e Pelister.
A região é sísmicamente activa e tem estando sujeita a terremotos destructivos no passado, o mais recente em 1963 quando Escópia foi severamente danificada por um grande terramoto. O principal problema meio ambiental é a contaminação atmosférica derivada das fábricas metalúrgicas.

Mapa da Macedônia do Norte.

## Geografia humana
A população da Macedônia do Norte calcula-se em 2.066.718 (julho de 2009), da qual 67% é urbana (2008).
A população é maioritariamente eslava, predominando os macedônios (64,2%) sobre as minorias de turcos (3,9%) e albaneses (25,2%). Há também gitanos 2,7%, sérvios 1,8%, e outros 2,2% (censo de 2002). A religião maioritária é a Igreja ortodoxa da Macedônia do Norte (64,7%), ainda que também há muçulmanos (33,3%) e outros cristãos (0,37%). O censo de 2002 recolhe ademais um 1,63% de "outros e sem especificar". Quanto aos idiomas que se falam, são: macedônio 66,5%, albanês 25,1%, turco 3,5%, romaní 1,9%, sérvio 1,2%, outros 1,8% (censo de 2002).
A cidade maior da república é, com grande diferença, Escópia, a capital; sua população calcula-se em 506.926 habitantes. Após Escópia, as cidades maiores são Bitola, Kumanovo, Prilep e Tetovo, com populações que estão entre as 50.000-75.000 pessoas.
Quanto às divisões administrativas, a Macedônia do Norte tem 84 municípios (opstini, singular - opstina). Dez deles constituem colectivamente uma entidade maior, o município de Escópia: Aerodrom, Butel, Cair, Centar, Dorce Petrov (Gjorce Petrov), Gazi Baba, Karpos, Kisela Voda, Saraj e Suto Orizari.
Os restantes municípios são: Aracinovo, Berovo, Bitola, Bogdanci, Bogovinje, Bosilovo, Brvenica, Caska, Centar Zupa, Cesinovo, Cucer Sandevo, Debar, Debarca, Delcevo, Demir Hisar, Demir Kapija, Dojran, Dolneni, Drugovo, Gevgelija, Gostivar, Gradsko, Ilinden, Jegunovce, Karbinci, Kavadarci, Kicevo, Kocani, Konce, Kratovo, Kriva Palanka, Krivogastani, Krusevo, Kumanovo, Lipkovo, Lozovo, Makedonska Kamenica, Makedonski Brod, Mavrovo i Rostusa, Mogila, Negotino, Novaci, Novo Selo, Ohrid, Oslomej, Pehcevo, Petrovec, Plasnica, Prilep, Probistip, Radovis, Rankovce, Resen, Rosoman, Sopiste, Staro Nagoricane, Stip, Struga, Strumica, Studenicani, Sveti Nikole, Tearce, Tetovo, Valandovo, Vasilevo, Vai-lhes, Vevcani, Vinica, Vranestica, Vrapciste, Zajas, Zelenikovo, Zelino e Zrnovci.

## Geografia económica
Os recursos naturais da Macedônia do Norte são: mineral ferroso de baixa qualidade, cobre, chumbo, zinco, cromita, manganês, níquel, tungsteno, ouro, prata, amianto, reboco, madeira. Quanto ao uso da terra, a terra arável representa o 22,01%, as colheitas permanentes 1,79% e outros 76,2% (2005). O irrigação compreende 550 quilómetros quadrados (2003).
Quando se tornou independente em setembro de 1991, a Macedônia do Norte era a menos desenvolvida das repúblicas iugoslavas, produzindo tão só o 5% da produção federal total de bens e serviços. A queda de Jugoslávia pôs fim às transferências de pagamentos desde o governo central e eliminou as vantagens de estar incluído numa zona que de facto era de livre comércio. A ausência de infra-estruturas, as sanções das Nações Unidas sobre a Iugoslávia reduzida em seu tamanho, e um embargo económico grego sobre uma disputa sobre o nome constitucional do país e sua bandeira dificultaram o crescimento económico até o ano 1996. Logo tem ido crescendo pouco a pouco seu PIB ao longo dos anos posteriores.
Tem uma economia pequena e aberta, o que faz que a Macedônia do Norte seja vulnerável aos acontecimentos económicos em Europa e dependente da integração regional e progresso para a integração na União Europeia para conseguir o crescimento económico. Tem mantido a estabilidade macroeconómica com uma inflação baixa, mas tem ficado por trás do resto da região à hora de atrair o investimento estrangeiro e criar trabalhos, apesar de amplas reformas fiscais e de negócios. O desemprego situa-se oficialmente num 35%, mas pode que sejam dados sobrestimados devido à existência da economia submergida, calculada em mais de 20% do PIB.
O sector serviços é o que mais contribui ao PIB 58,2% (est. 2009) e emprega à maior parte da população activa 50% (est. setembro de 2007). A indústria contribui o 29,9% do PIB e emprega ao 30,4% da população activa. Trata-se de indústria da alimentação, bebidas, têxtil, química, ferro, aço, betão, energia e farmacêutica. Finalmente, a agricultura contribui o 11,9% do PIB e emprega ao 19,6% da população activa. Os produtos agrícolas são vitisvitis, vinho, fumo, hortaliças e frutas. Da pecuária obtém-se leite e ovos.